# Saliceto (Włochy)
Saliceto – miejscowość i gmina we Włoszech, w regionie Piemont, w prowincji Cuneo.
Według danych na rok 2004 gminę zamieszkiwały 1504 osoby, 62,7 os./km².